# 도구주의
도구주의(道具主義, instrumentalism)란 과학철학계에서 쓰이는 말로, 과학이론을, 관측가능한 현상을 조직화·예측화하도록 하는 형식적인 도구·장치라고 여기는 입장이다. 관측가능한 현상의 배후에 있는 관측불가능한 감추어진 실재(實在)의 참모습은 알 수 없다고 여긴다. 이 점에서 과학적 실재론과 대립한다.
도구주의에서는 관측불가능한 대상에 대해서 이야기하는 것은 형이상학의 역할이라고 생각하여, 과학의 역할은 아니라고 여긴다. 즉, 과학이론에 의한 현상의 설명·예측이 아무리 잘 되어 있다고 해도, 그것에 의해 「이론이 관측가능한 현상의 배후에 있는 관측불가능한 감추어진 실재에 대한 참(眞)된 기술(記述)이 되었다」고는 생각하지 않는다. 「그저 단순히 잘 되어 있을 뿐」이라는 식으로 생각한다. 이것이 도구주의의 하나의 특징이다. 또한 현상을 설명하기 위한 몇 가지 이론이 존재하는 경우, 이론의 선택은 그것의 올바름에 의한 것이 아닌, 현상을 얼마나 잘 예측하고 설명할 수 있는가, 그 유용성에 의해 결정된다고 여긴다. 이것은 도구주의가 애초에 「이론의 올바름」, 즉 이론이 실재를 올바르게 기술했는지에 대한 여부는 알 수 없다고 생각하고 있기 때문이다.
물리학계에서 도구주의의 입장을 선명히 한 인물로는 19세기 오스트리아의 물리학자 에른스트 마흐가 있다.

## 비판

### 기적론법
과학적 실재론의 입장에서의 도구주의에 대한 비판으로 힐러리 퍼트넘의 기적론법(argument from miracles)이 있다. 기적론법이란, 만약 전자나 광자라는 것이 실제로 이론에서 기술되는 형태로 존재하지 않는다고 한다면, 「과학의 성공」이 일종의 기적이 되어버린다, 라는 것. 이 기적론법은 다음과 같은 귀추법의 구도를 가진다. 그러므로 설명해야 할 사항으로 「과학의 성공」을 취하며, 이 「과학의 성공」을 설명하는 측의 가설로 도구주의와 과학적 실재론을 병치(竝置)한다. 그리고 도구주의의 의한 「과학의 성공」의 설명은 일종의 기적이 되어버리나, 과학적 실재론에 의한 「과학의 성공」의 설명은 가장 그럴듯한 형태가 된다. 이것이 기적론법이다.

## 참고 문헌
1. ↑  니시와키 요사쿠『科学の哲学』(과학의 철학) 게이오기주쿠 대학출판회(慶應義塾大学出版会), 2004년, 177-178쪽.
2. ↑  우치이 소시치『科学哲学入門:科学の方法・科学の目的』(과학철학 입문: 과학의 방법·과학의 목적) 세카이시소샤(世界思想社), 1995년, 134쪽.
3. ↑  도다야마 가즈히사『科学哲学の冒険:サイエンスの目的と方法をさぐる』(과학철학의 모험: 사이언스의 목적과 방법을 살피다) 일본방송출판협회(日本放送出版協会), 2005년, 164-173쪽.

## 같이 보기
- 실용주의
- 존 듀이